# Östergötlands runinskrifter 235

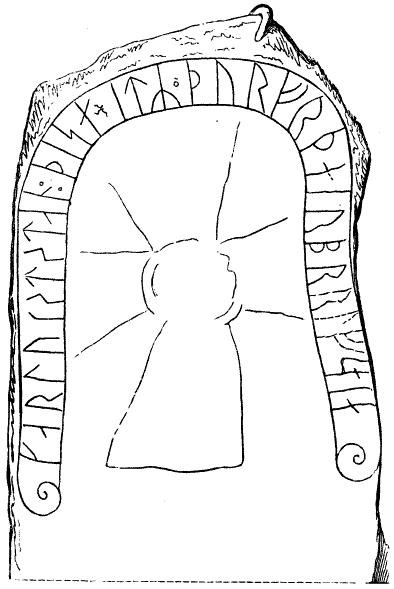
Renritning av runorna på Ög 235 av P.A. Säve (1862).

Ög 235 är en runsten som står om står rest på kyrkogården vid Östra Stenby kyrka.

## Stenen
Runstenen består av ljusgrå granit. Den är 1,3 m hög, 1 m bred, och 0,25 m tjock. Runhöjden är 11 cm.
Tillsammans med fem andra runstenar (Ög 232, Ög 233, Ög 234, Ög 236, och Ög ATA580/75) står den uppställd längs den gång som leder från kyrkogårdens västra ingång fram till kyrkans ingång genom tornet. Ytterligare en runsten, Ög 231, finns inne i kyrkan.

## Inskriften
Translitterering av runraden:
karl uist (:) stin : þisa itʀ þurfrþa auþurn fr(a)ta si-
Normalisering till runsvenska:
Karl ræist stæin þennsa æftiʀ Þorfrið(?), auðorn(?), frænda si[nn].
Översättning till nusvenska:
Karl reste denna sten efter Torfröd, den frikostige, sin frände.

## Historia
Ög 235 påträffades tillsammans med fem andra runstenar i grunden till det gamla medeltida kyrktornet när det revs vid ombyggnaden av kyrkan 1858-60. Ög 232-Ög 236  murades in i den södra korsarmens innerväggar (Ög 231 placerades på kyrkans vind och har sedermera placerats inne i kyrkan), med inskriptionerna synliga. När kyrkan återigen renoverades och byggdes om 1939 så togs runstenarna ut från muren och placerades på kyrkogården, tillsammans med en sjätte runsten,  Ög ATA580/75, som återfunnits liggande i kyrkans yttermur i vinkeln mellan långhuset och södra korsarmen.